# Die blaue Maus (1913)
Die blaue Maus ist eine deutsche Filmkomödie von 1913.

## Handlung
Fritzi Lustig, genannt „Die Blaue Maus“, verhilft mit ihrem Charme einem jungen Ehemann, Cäsar Meier, zur Beförderung zum Bürochef.

## Hintergrund
Produktionsfirma war die Vitascope GmbH Berlin. Der Film hatte eine Länge von vier Akten auf 1700 (1692) Metern, ca. 93 Minuten. Die Polizei Berlin belegte ihn mit einem Jugendverbot (Nr. 13.42), ebenso die Polizei Düsseldorf sowohl am 31. März 1916 als auch am 1. Juni 1916 (Nr. 166). Die Uraufführung fand am 3. Oktober 1913 im Marmorhaus Berlin statt.
Die Produktionsleitung übernahm Hermann Fellner, Hermann Warm entwarf die Filmbauten.
Der Film gilt als verschollen.